# Pepe, der Paukerschreck
Pepe, der Paukerschreck (mit Untertitel Die Lümmel von der ersten Bank, 3. Teil) ist eine deutsche Filmkomödie, die 1969 unter der Regie von Harald Reinl in Baden-Baden, Bad Homburg vor der Höhe und München gedreht wurde. Die Hauptrollen sind mit Hansi Kraus, Uschi Glas, Hannelore Elsner, Theo Lingen sowie Gustav Knuth, Hans Clarin und Ruth Stephan besetzt. Der Film ist der dritte Teil der Filmreihe Die Lümmel von der ersten Bank.
Der Film wurde im Auftrag des Constantin-Filmverleihs von Franz Seitz produziert, der unter dem Pseudonym Georg Laforet auch das Drehbuch verfasste. Der bundesweite Massenstart und die Premiere in Westerland auf Sylt erfolgten am 27. Juni 1969. Der Film hatte während seiner Erstaufführungszeit etwa 2,5 Millionen Kinobesucher.

## Inhalt
Die Klasse 11a ist das größte Problem im Leben von Oberstudiendirektor Taft. Sie bringt mit ihren Streichen das gesamte Lehrerkollegium, insbesondere Oberstudienrat Dr. Knörz, zur Verzweiflung. Daher hat er sich zum Ziel gesetzt, diese aufsässige Klasse in die Schranken zu weisen. Um Informationen über zukünftige Streiche und deren Urheber zu erhalten, schleust Taft seinen Neffen Ewald in die Klasse ein.
Dennoch gelingt es Pepe Nietnagel und seinen Klassenkameraden, Unruhe zu stiften. Zunächst werden die völlig unsportlichen Lehrer mit Hilfe einer fingierten obrigkeitlichen Anordnung zur körperlichen Ertüchtigung lächerlich gemacht. Auf der Feier des hundertjährigen Jubiläums der Schule gelingt es mit Hilfe von Lachgas und Rauchpulver, einen Feuerwehreinsatz zu provozieren. Wegen des Wasserschadens wird die Schule für eine Woche geschlossen. Währenddessen bestellt Oberstudiendirektor Taft brieflich beim Ministerialdirektor als Knörz-Ersatz "einen scharfen Herrn, der sich durchzusetzen weiß", zur Disziplinierung der 11a. Der Brief kommt allerdings nicht im Ministerium an, da Pepe von dessen Existenz erfährt, sich Hausmeister Bloch als Kurier anbietet und stattdessen telefonisch mit der Stimme von Rektor Taft einen sensiblen Lehrer für eine sensible Klasse anfordert. Das Ministerium kommt der Bitte nach und schickt den von den Ministern als viel zu weichen Idealisten bezeichneten Dr. Glücklich als Vertreter. Da der ankommende Dr. Glücklich und Rektor Taft aneinander vorbeireden, wird die Manipulation vorerst nicht bemerkt. Dazu trägt auch die von Pepe zum Weinen angestiftete Klasse und ein bei der Vorführung eines Karatekunststücks zerlegtes Lehrerpult bei, was Rektor Taft als Wutausbruch deutet. Dennoch freunden sich Dr. Glücklich und die Klasse nach einiger Zeit miteinander an.
Ein Vase aus der Römerzeit, von Pepe als Ausgrabung getarnt, und der Hinweis, dass es hinter einer Kellerwand der Schule hohl klänge, veranlassen den Direktor, nach weiteren Schätzen zu suchen und die Klasse in der Zwischenzeit auf Studienreise nach Bad Homburg vor der Höhe zu schicken. Hier geben sich die Lehrer etwas lockerer und Dr. Knörz erzählt, durch ein Wetttrinken mit Dr. Glücklich völlig betrunken, von einer Geliebten, die er im Zweiten Weltkrieg als Soldat in Avignon hatte.
Dr. Glücklich hingegen erweist sich als Retter, als er vier üble Typen, die eine Schülerin bedrängen und die zur Hilfe herbei eilenden Klassenkameraden niederschlagen, mit Hilfe seiner Karatekenntnisse bezwingt. Das beeindruckt Pepe so sehr, dass er ihm den Grund seiner Versetzung zum Mommsen-Gymnasium gesteht. Unglücklicherweise hat Ewald mitgehört und berichtet Dr. Knörz davon. Da Pepe ihn bemerkt, kann er Gegenmaßnahmen einleiten. Er setzt die unerwartet angereiste französische Austauschschülerin Genevieve Ponelle auf Knörz an, die sich als Frucht seines Abenteuers in Avignon ausgibt und ihn zur Krankmeldung nötigt. Bei einem Krankenbesuch treffen Pepe und seine Kameraden auf Genevieve und verlangen im Gegenzug für ihr Schweigen Stillschweigen über Dr. Glücklich. Trotzdem kommt der Schwindel bei einem Besuch des Ministerialdirektors heraus.
Dr. Glücklich wird entlassen, doch die Schüler fahren eigens zum Ministerialdirektor und erreichen, dass er bleiben darf, weil sie lieber einen Lehrer haben möchten, der ihr Freund ist. Vor allem Pepes Ansprache für Dr. Glücklich beeindruckt Direktor und Ministerialdirektor so sehr, dass Rektor Taft ihm seinen Streich mit der alten Römervase verzeiht und ihm das gute Stück zurückgibt. Als letzter Streich explodiert der Mülleimer, wozu sich Ewald bekennt, da er nicht mehr länger der Außenseiter in der Klasse sein möchte.

## Entstehungsgeschichte

### Vorgeschichte
Nachdem Franz Seitz im Frühjahr 1968 den Filmerfolg Zur Hölle mit den Paukern in die Kinos gebracht hatte, waren bei der Konkurrenz innerhalb eines Jahres drei offizielle und inoffizielle Fortsetzungen beziehungsweise Nachahmungen der Filmreihe entstanden. Zumindest die Fortsetzungen der echten „Lümmel“-Reihe sollten fortan ausschließlich unter der Gesamtleitung von Franz Seitz hergestellt werden. Während der von Horst Wendlandt produzierte zweite Teil, Zum Teufel mit der Penne, ganz auf den Hauptdarsteller Peter Alexander zugeschnitten war, legte man den Schwerpunkt des dritten Teils wiederum mehr auf die Hauptfigur Pepe Nietnagel.
Die ursprüngliche Planung des Constantin-Filmverleihs sah vor, dass der Vertragsregisseur Harald Reinl nach der Fertigstellung des Jerry-Cotton-Films Todesschüsse am Broadway einen Film der Kommissar-X-Reihe inszenieren sollte. Durch Terminverschiebungen des Films Kommissar X – Drei goldene Schlangen war Reinl zunächst für eine Reihe anderer Projekte frei, darunter auch für die Komödie Pepe, der Paukerschreck.
Als feste Hauptdarsteller der Reihe konnte man Hansi Kraus, Theo Lingen, Uschi Glas, Rudolf Schündler, Hannelore Elsner, Ruth Stephan und Hans Terofal verpflichten. In Gastrollen wirkten diesmal Gustav Knuth, Hans Clarin, Harald Juhnke, Walter Rilla, Gerhart Lippert sowie erstmals Carola Höhn als Mutter Nietnagel mit. Die damals 15-jährige Jutta Speidel hatte in dem Film ihren ersten Filmauftritt. Regisseur Harald Reinl trat in einem kurzen Cameo während der Busfahrt auf.

### Produktion

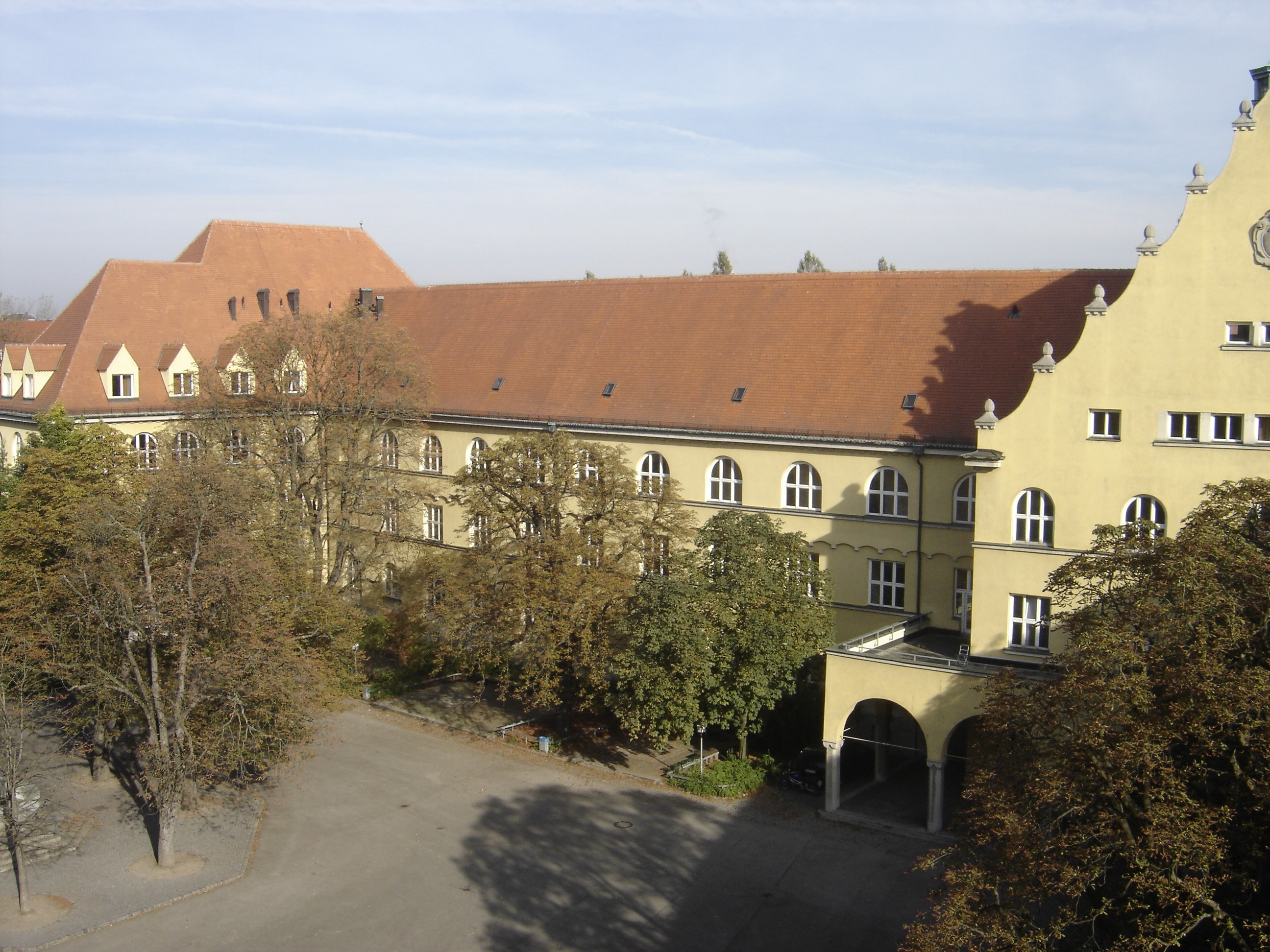
Das Maximiliansgymnasium in München ist im Film erstmals als Mommsen-Gymnasium zu sehen.

Die Dreharbeiten fanden vom 5. März bis 17. April 1969 in Baden-Baden, Bad Homburg vor der Höhe, München und einem Atelier in Inning am Ammersee statt. Als Mommsen-Gymnasium war erstmals, wie in den weiteren Teilen, das Münchner Maximiliansgymnasium zu sehen. Filmarchitekt war Arne Flekstad. Die vielen Außenaufnahmen und Kamerafahrten sind auf den persönlichen Stil Harald Reinls zurückzuführen.

### Musik
Nach Zur Hölle mit den Paukern wurde diesmal wieder Rolf Alexander Wilhelm als Filmkomponist engagiert. Dieser hatte bereits 1958 bei dem Kriegsfilm Die grünen Teufel von Monte Cassino sowie bei dem 1966/67 erschienenen Nibelungen-Zweiteiler erfolgreich mit Regisseur Reinl zusammengearbeitet. Das Titellied Pepe, der Paukerschreck wurde von Heinz Gietz produziert und komponiert. Den Text schrieb Kurt Hertha. Es erschien als Single (Interpreten: Die Lümmel von der ersten Bank) beim Label Cornet.

## Rezeption
Die FSK gab den Film am 18. Juni 1969 ab 6 Jahren frei. Bereits ab August desselben Jahres drehte Werner Jacobs mit Hurra, die Schule brennt! den vierten Teil der erfolgreichen Filmreihe.

### Kritiken
„Auch im dritten Teil erfinden die Lümmel von der ersten Bank immer neue Streiche, um ihre Pauker ‚auf die Palme‘ zu bringen. Mit Rauchbomben, fingierten Briefen und weiblichen Tricks reiten die ‚Leinwandhelden‘ scharfe Attacken auf das Zwerchfell der Zuschauer. Die übermütigen Pennäler dürfen alles das, was dem Kinopublikum in seiner Schulzeit nie gelang. Ein herrlicher Spaß mit beliebten Darstellern für Leute, die diese Art des Klamauks mögen.“

„Dieser neue Aufguß einer überraschend kassenträchtigen Serie enttäuscht auf der ganzen Linie: er knüpft leider nicht an den einigermaßen akzeptablen zweiten Teil […] an, sondern unterschreitet auch noch den mehr als mäßigen ersten […]. Nicht die geringste Empfehlung für diesen geradezu schwachsinnigen, gar nicht komischen, streckenweise mehr als peinlichen, oft sogar frivolen Farbfilm aus dem Schülermilieu […].“

„Klamotte […] Schülerstreiche von vorgestern. (Wertung: mäßig)“

„Vorsicht, deutscher ‚Humor‘!“